# Route der Industriekultur – Bochum – Industriekultur im Herzen des Reviers

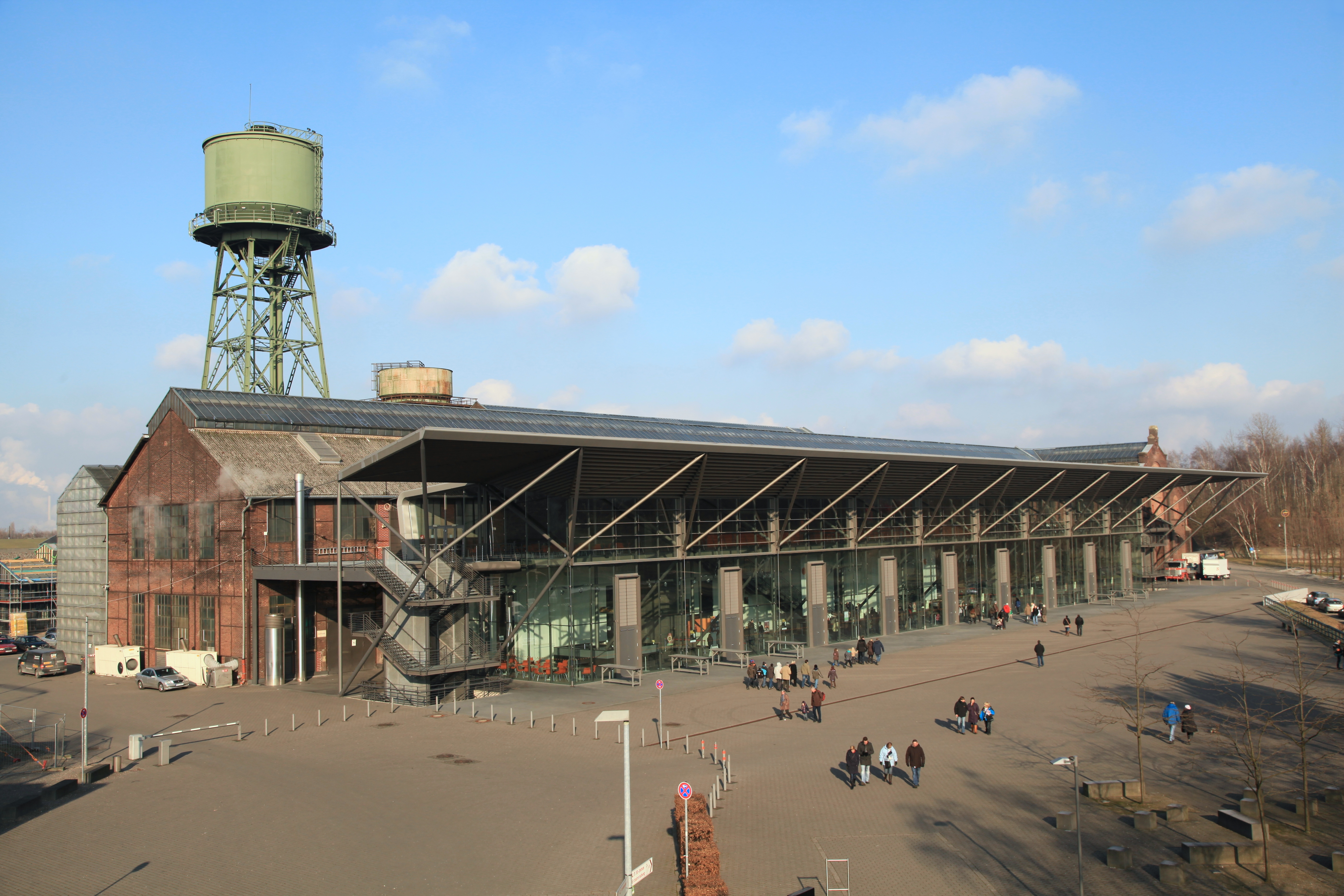
Jahrhunderthalle

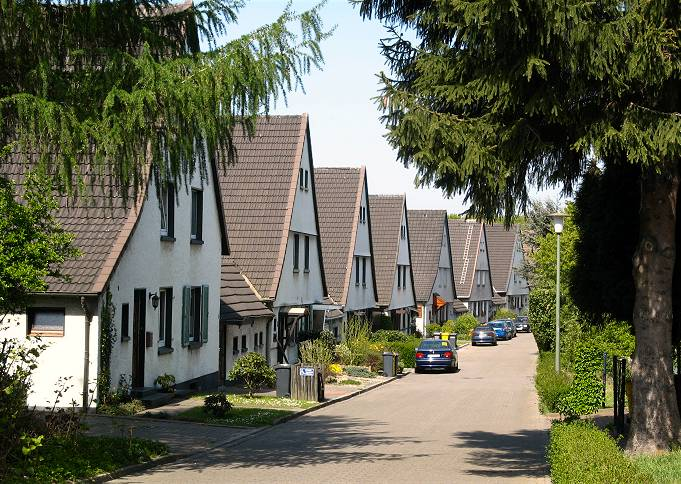
Dahlhauser Heide

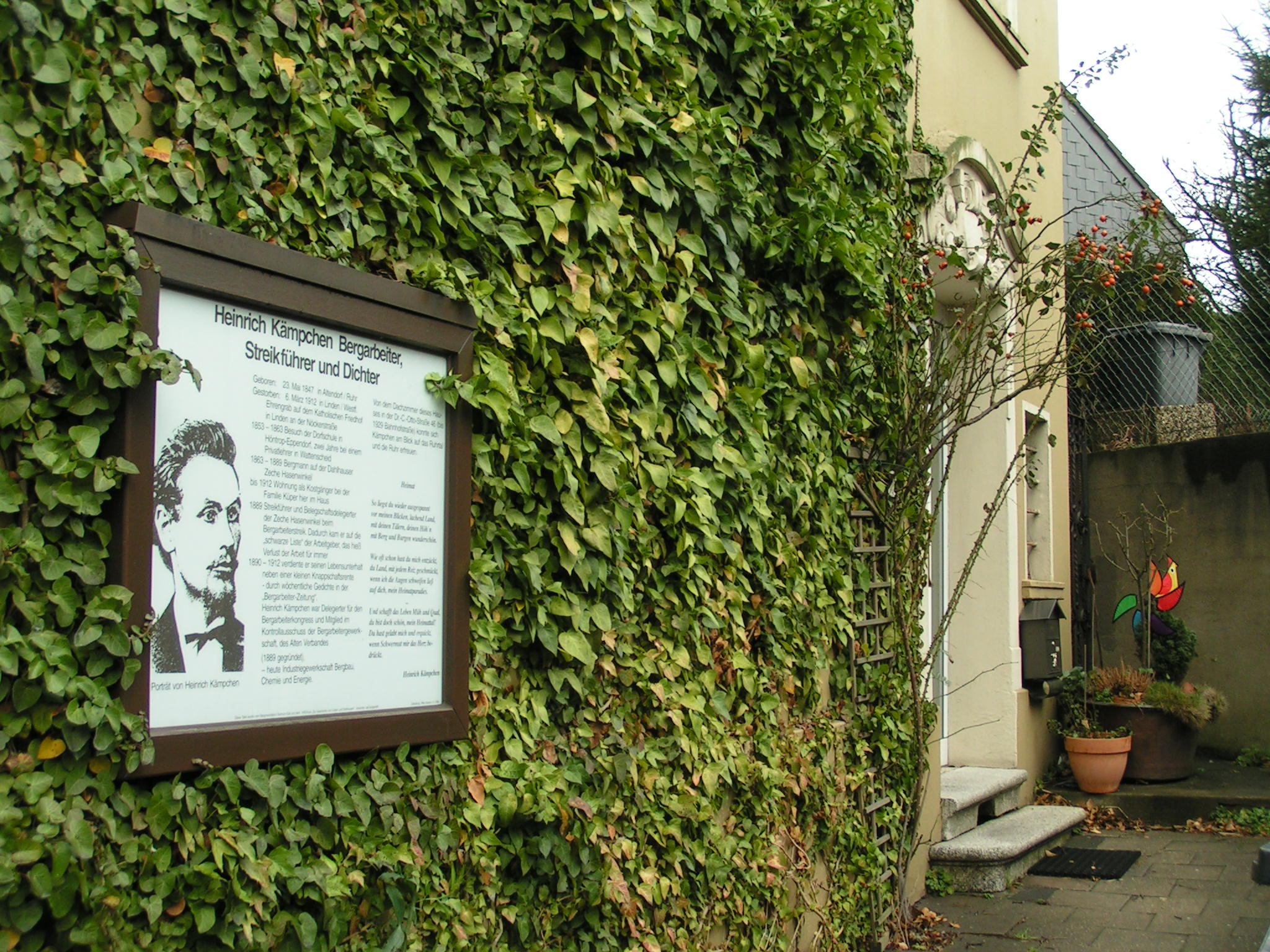
Gedenktafel Heinrich Kämpchen

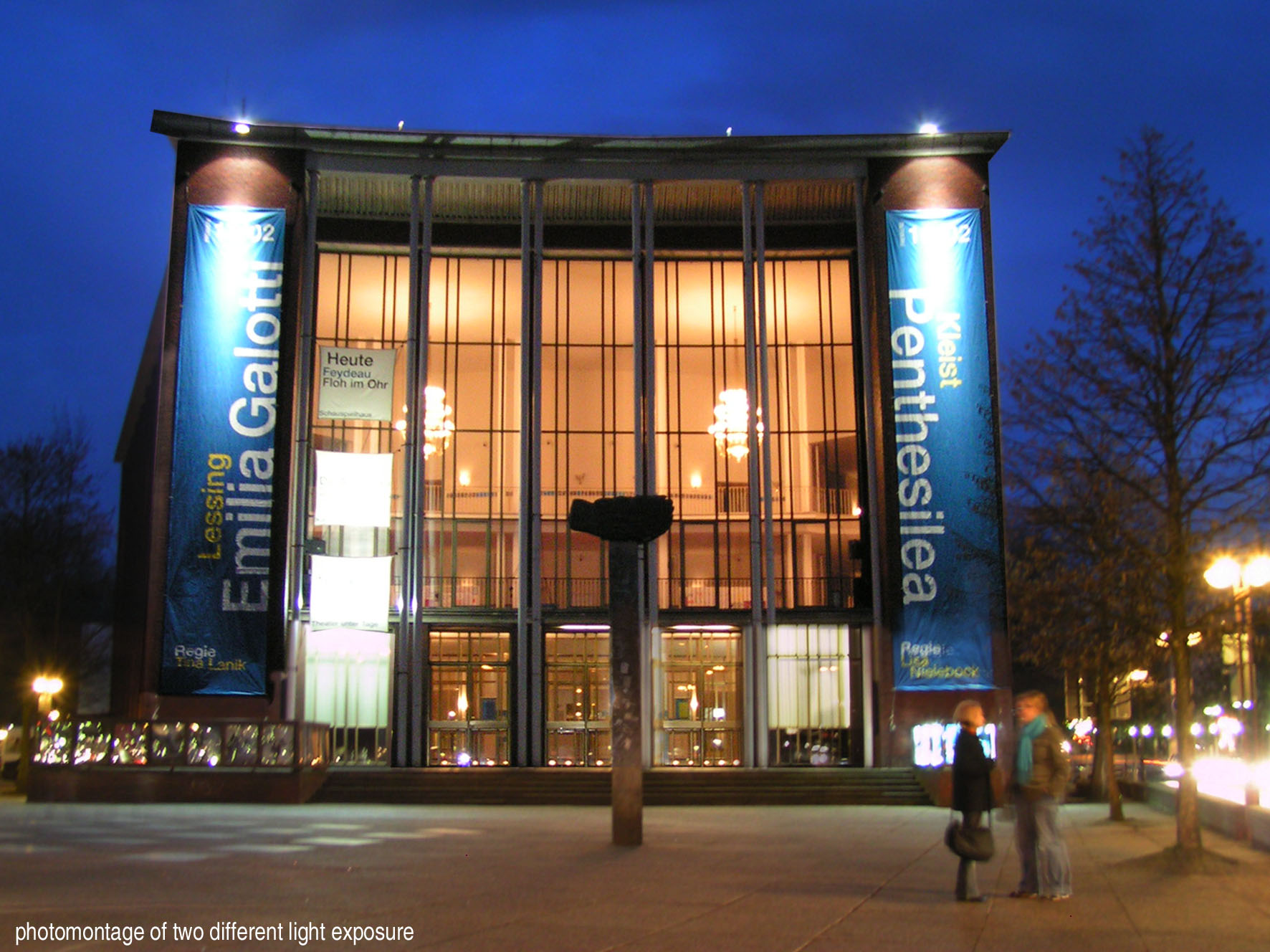
Schauspielhaus

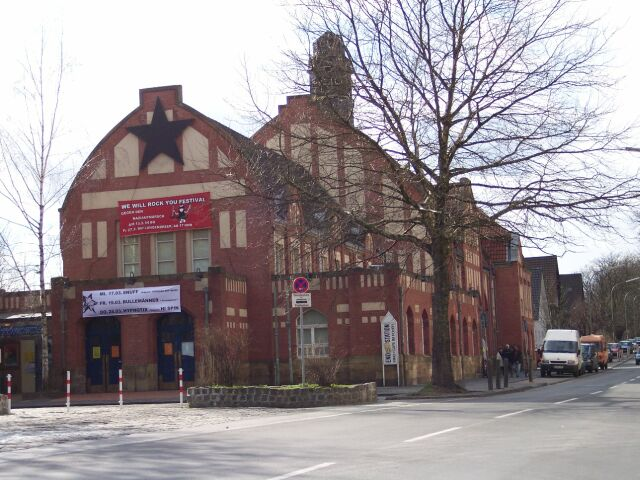
Bahnhof Langendreer

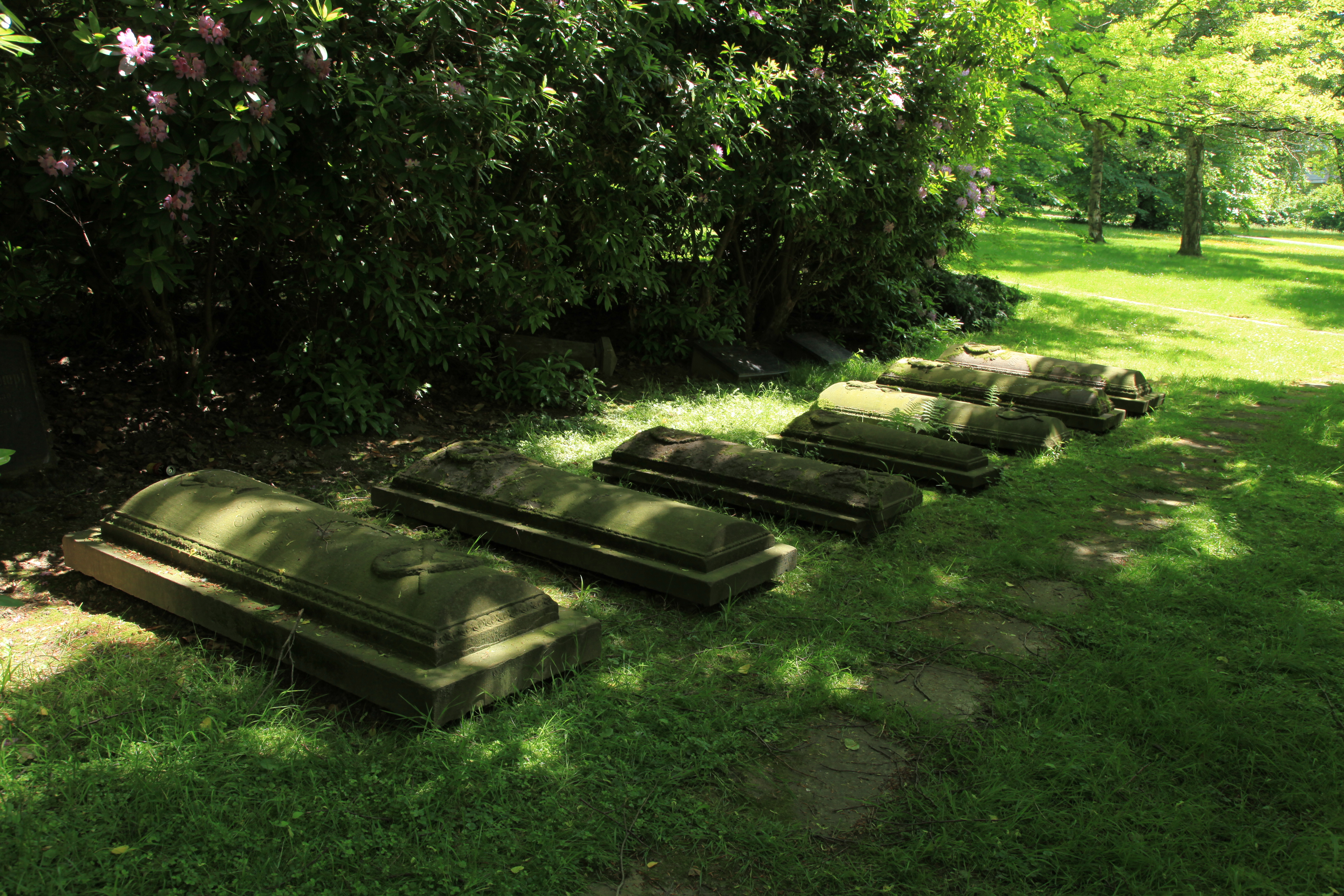
Kortumpark

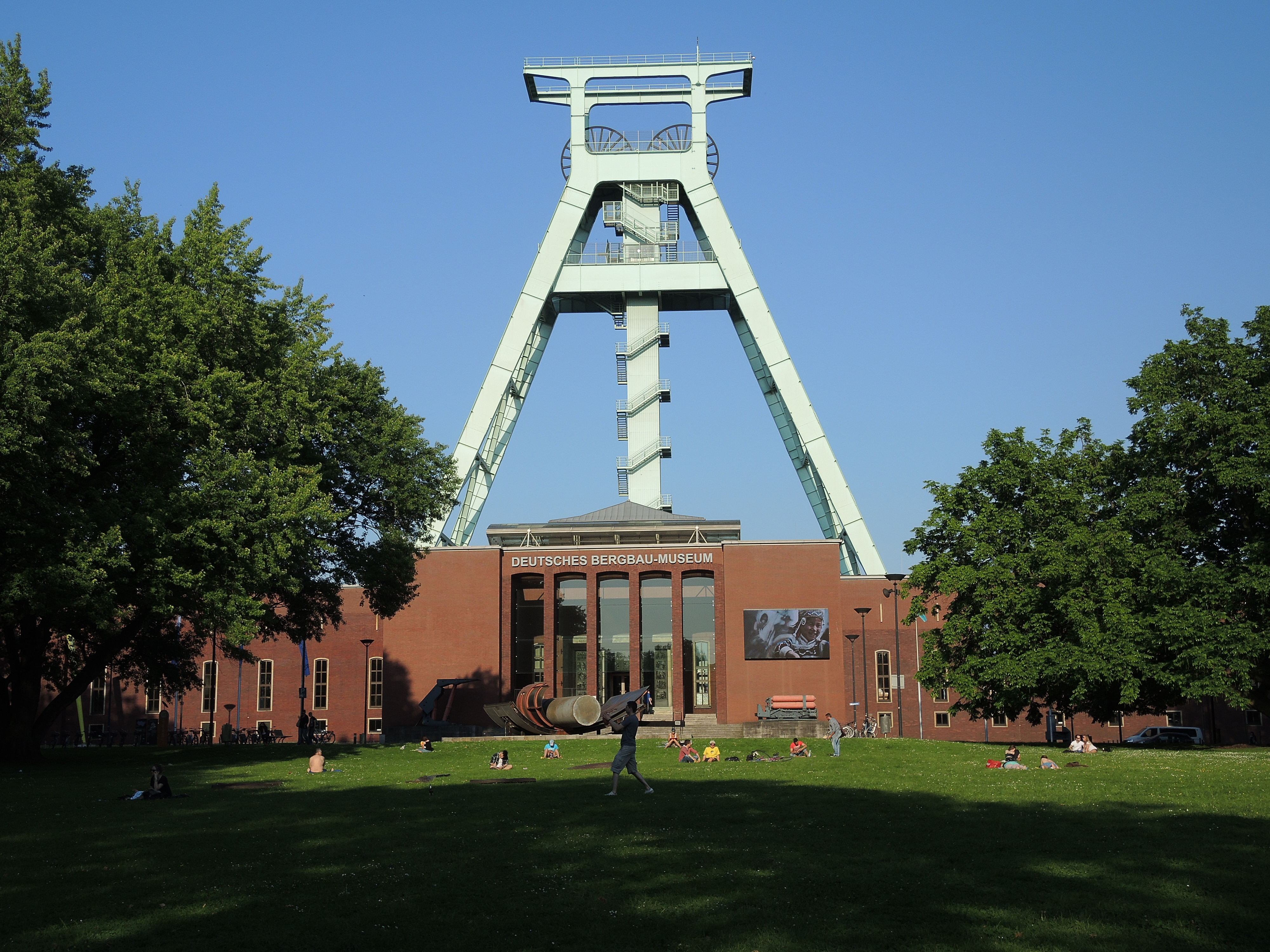
Deutsches Bergbaumuseum

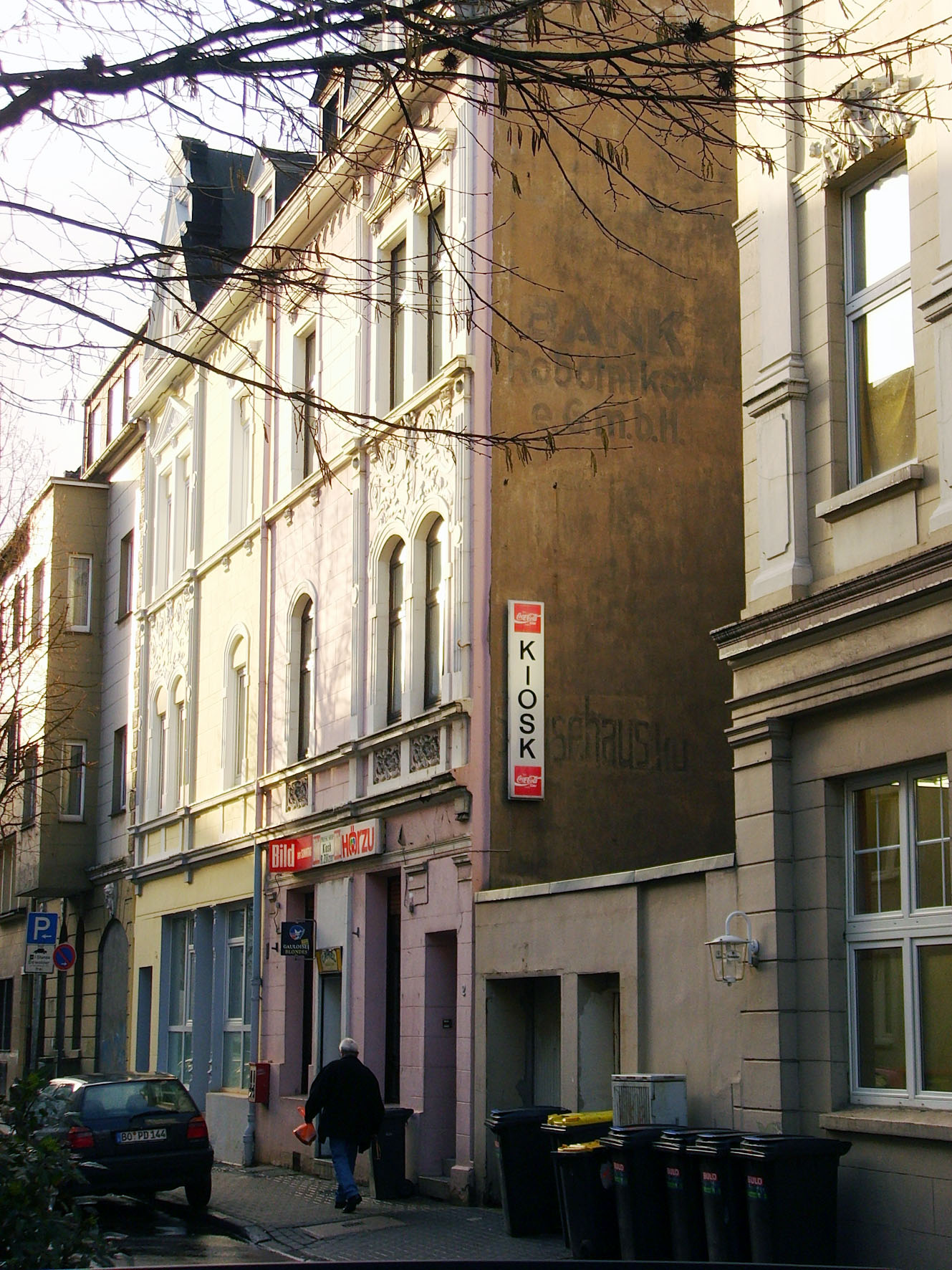
Inschrift der Polnischen Arbeiterbank Bank Robotników, Am Kortländer 2, Bochum

Bochum – Industriekultur im Herzen des Reviers ist die 29. Themenroute der Route der Industriekultur.
Diese Themenroute wurde Ende März 2014 erstmals vom Regionalverband Ruhr (RVR) veröffentlicht, zusammen mit den damals noch in Vorbereitung befindlichen Routen 27 (Eisen & Stahl), 28 (Wasser) und 30 (Gelsenkirchen). Im Juli 2021 wurde sie nochmal überarbeitet, wobei sich die Reihenfolge der Stationen änderte, einige Stationen neu aufgenommen und andere gelöscht wurden. 
Unter den 85 Stationen befinden sich Zechen, Hütten- und Stahlwerke, Infrastrukturen der Eisenbahn und Schifffahrt, Siedlungen und bergbaunahe Einrichtungen, Kirchen und Friedhöfe, Kulturstätten und Firmen, Halden, Wander- und Lehrpfade, Symbole wie die Glocke des Bochumer Vereins und Landschaftsbauwerke wie der Kemnadersee.

## Liste
Änderungen sind kursiv dargestellt.
- Jahrhunderthalle Bochum
- Westpark
- Colosseum
- Mechanische Werkstätten des Bochumer Vereins
- Bochumer Verein Verkehrstechnik
- Siedlung Stahlhausen
- Bochumer Verein, Werk Stahlindustrie
- Rombacher Hütte
- Bochumer Verein, Werk Höntrop
- Werksbahn Bochumer Verein und Erzbahn
- Glückauf-Siedlung
- Zeche Vereinigte Carolinenglück 2/3
- Epiphanias-Kirche – Autobahnkirche RUHR
- Siedlung Dahlhauser Heide
- Zeche Hannover I/II/V
- Arbeiterhäuser Am Rübenkamp
- Kolonie Hannover
- Zeche Holland 3/4/6
- Bergbauwanderweg Eppendorf-Höntrop
- Zeche Maria Anna & Steinbank (neu ab 2021)
- Villa Baare
- Eisenbahnmuseum Bochum
- Fa. Dr. C. Otto
- Bahnhof Dahlhausen
- Schwimmbrücke Dahlhausen
- Bergbauhistorischer Lehrpfad Bochum-Dahlhausen
- Grab Heinrich Kämpchen
- Zeche Friedlicher Nachbar
- Wasserturm Bochum-Weitmar
- Zeche Prinz-Regent und Kraftwerk Prinz-Regent (beide neu ab 2021)
- Heimkehrer-Dankeskirche
- Bergbauwanderweg Bochum-Süd
- Kleinzeche Haunert, Beispiel einer „Pütt Eimerweise“ (neu ab 2021)
- Zeche Brockhauser Tiefbau
- Gahlenscher Kohlenweg
- Kohlenniederlage Carl Friedrichs Erbstollen (neu ab 2021)
- Schleuse Blankenstein und Wasserwerk Stiepel
- Zeche Vereinigte Pfingstblume (neu ab 2021)
- Zeche Vereinigte Gibraltar Erbstollen
- Kemnader See
- Zeche Klosterbusch und Bergbauwanderweg Ruhr-Universität
- Julius Phillip – Medizinmuseum im Malakowturm
- BOMIN-Haus (neu ab 2021)
- Konsumverein Wohlfahrt
- Fa. Eickhoff
- Melanchthonkirche
- Bergmannsheil
- Knappschaft
- Schauspielhaus
- Haus der Geschichte des Ruhrgebiets
- Bogestra-Hauptverwaltung
- Scharoun-Kirche
- Hauptfriedhof Bochum
- Opel (mit den Werken Bochum I und Bochum II/III)
- Brennerei Eickelberg
- Müser-Brauerei
- Bahnhof Langendreer mit dem Kulturzentrum
- Kokerei Neu-Iserlohn
- Zeche Robert Müser
- Vinzentiuskirche
- Stahlwerke Bochum
- Zeche Lothringen
- Halde Lothringen
- Industrielehrpfad Gerthe/Grumme/Hiltrop
- Zeche Constantin der Große (neu ab 2021)
- Tippelsberg
- Hauptverwaltung Westfalia-Dinnendahl-Gröppel (neu ab 2021)
- Deutsches Bergbau-Museum
- Bergschule TFH Georg Agricola
- Stadtpark Bochum
- Villa Nora und die Villa Marckhoff-Rosenstein
- Bahnhof Bochum Nord und Gleisdreieck (letzteres neu ab 2021)
- Privatbrauerei Moritz Fiege
- Kortum-Park
- Hauptverwaltung BP/Aral
- Stadtarchiv Bochum
- Hauptbahnhof Bochum
- Sparkasse Bochum
- Westfalenbank (neu ab 2021)
- Lueg-Haus (neu ab 2021)
- Glocke des Bochumer Vereins vor dem Rathaus
- Christuskirche Bochum-Zentrum
- Schlegel-Brauerei
- Straße Am Kortländer, ein Zentrum der Ruhrpolen (neu ab 2021)
- Bochumer Eisenhütte Heintzmann

Symbole der Route der Industriekultur: Besucherzentrum  Ankerpunkt  Panorama  Siedlung .
2021 wurden folgende Stationen aus der Route entfernt:
- Kolonie Friedlicher Nachbar
- Christuskirche Gerthe
- Ev. Kirche Werne